# Химнастика Сеговиана
«Химнастика Сеговиана» (исп. Gimnástica Segoviana CF) — испанский футбольный клуб из города Сеговия, в одноимённой провинции в автономном сообществе Кастилия-Леон. Клуб основан в 1928 году, домашние матчи проводит на стадионе «Ла-Альбуэра», вмещающем 6 0000 зрителей. В Примере и Сегунде команда никогда не выступала, лучшим результатом является 18-е место в Сегунда B в сезоне 2011/12.

## Сезоны по дивизионам
- Сегунда B - 2 сезона
- Терсера - 51 сезонов
- Региональные лиги — 20 сезонов

## Достижения
- Терсера
  - Победитель (2): 2003/04, 2005/06